# Zygmunt Nagórski (1912–2011)
Zygmunt Witold Nagórski (ur. 27 września 1912 w Warszawie, zm. 26 czerwca 2011 w Waszyngtonie) – polski i amerykański prawnik i działacz społeczny.

## Życiorys
W 1931 roku ukończył Państwowe Gimnazjum im. Stefana Batorego w Warszawie. W 1935 ukończył studia prawnicze na Uniwersytecie Jagiellońskim. Od września 1936 do czerwca 1937 był uczniem Szkoły Podchorążych Rezerwy Broni Pancernych w Centrum Wyszkolenia Broni Pancernych w Modlinie.
Podczas kampanii wrześniowej walczył jako dowódca III plutonu samodzielnej kompanii czołgów lekkich nr 112. Następnie przez Kraków przedostał się na Węgry, a następnie do Jugosławii do Francji. Po wkroczeniu wojsk hitlerowskich udało mu się ewakuować do Wielkiej Brytanii, znalazł się w Szkocji, gdzie przeszedł wyszkolenie wojskowe w charakterze spadochroniarza. Równocześnie pisał felietony do redagowanego przez Tymona Terleckiego tygodnika Polska Walcząca. W 1941 został zatrudniony w polskim Ministerstwie Informacji w Edynburgu, a po wstrzymaniu poparcia rządowi polskiemu na wychodźstwie ministerstwo zostało przekształcone w Polską Agencję Prasową „Światpol”. Zygmunt Nagórski prowadził ją z Gustawem Sobocińskim przez trzy lata, redagowali w języku angielskim komunikaty o sytuacji w opanowanej przez Związek Radziecki Europie Wschodniej.
W 1948 emigrował wraz z rodziną do Stanów Zjednoczonych, dzięki listowi rekomendacyjnemu ambasadora amerykańskiego w Wielkiej Brytanii do wydawcy New York Times Arthura Sulzbergera zamieszkał w Tennessee i pracował w redakcji Chattanooga Times. Po sześciu miesiącach przeniósł się do Nowego Jorku, gdzie został współzałożycielem Międzynarodowej Federacji Wolnych Dziennikarzy (International Federation of Free Journalists), która uzyskała akredytację ONZ. Początkowo musiał pracować dodatkowo w różnych zawodach m.in. sprzedawał szybkowary. Jego felietony zaczęły ukazywać się w The Wall Street Journal, The New York Times, The Washington Post i Christian Sciene Monitor, współpracował też z paryską Kulturą. W 1953 zdał egzamin i został pracownikiem United States Information Agency, w 1956 został rzecznikiem prasowym i był oddelegowywany na placówki zagraniczne m.in. w Egipcie, Korei Południowej i Francji. W 1966 przeszedł do Foreign Policy Association, a później pełnił funkcję dyrektora programowego w Council of Foreign Relations (Rada Stosunków Zagranicznych). Od 1980 przez pięć lat zajmował stanowisko wiceprezesa i dyrektora wykonawczego programów seminaryjnych w Aspen Institute for Humanistic Studies w Waszyngtonie, prawdopodobnie tam podjął decyzję o założeniu własnej instytucji badawczo-edukacyjnej. W 1985 powstało Center for International Leadership, była to instytucja, która nie miała jasno wytyczonych celów. Zygmunt Nagórski chciał, aby poprzez dyskusję i rozważania uzmysłowić ludziom związanym z biznesem, że nie tylko zysk jest istotny, ale również kwestie etyczne i moralne. Przedsięwzięcie tego typu było wyjątkowo nowatorskie i cieszyło się bardzo dużym zainteresowaniem przedsiębiorców.
Przez cały pobyt na emigracji Zygmunt Nagórski był aktywny w sprawach związanych z sytuacją w Polsce. Podczas pracy zawodowej i kontaktów z osobami wpływowymi zwracał uwagę na potrzebę zwiększenia poparcia społecznego w Stanach Zjednoczonych na rzecz suwerenności Polski i jej demokratyzacji.

## Publikacje
- Zbrojne bezrobocie /1948/;
- The Psychology of East-West Trade: Illusions and Opportunities /1975/
- United States-Japanese Economic Relations /1980/
- From Warsaw to Wherever /2007/

## Życie prywatne
Syn prawnika Zygmunta Nagórskiego i Marii z domu Cederbaum, mąż Marii z Bogdaszewskich, miał dwie córki Marię i Terry oraz syna Andrew. Bratanek architekta Juliusza Nagórskiego.